# سرپناه (ساختمان)

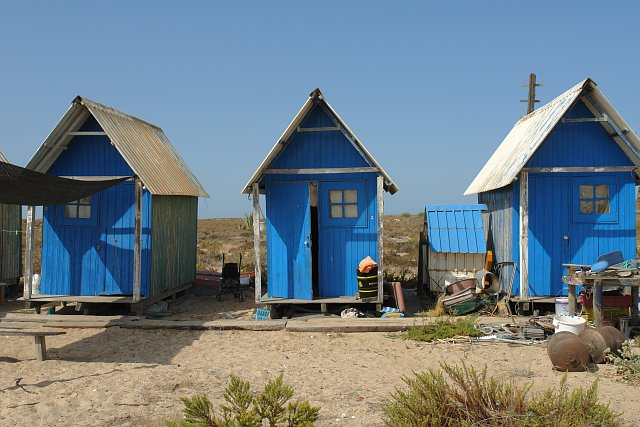
خانه‌های سرپناه ماهیگیران در جزیره بارتا، پرتغال.

پناهگاه یا سرپناه (به انگلیسی: Shelter)‌‌ یک سازه یا ساختمان‌ معماری ابتدایی است که در برابر محیط اطراف یک محافظت ایجاد می کند.
داشتن مکانی به عنوان سرپناه، ایمنی و خلوت، یعنی خانه، معمولاً یک نیاز اساسی فیزیولوژیکی انسان تلقی می شود، که بنیادی برای انگیزه‌های بالاتر انسانی ایجاد می کند.

## کانکس

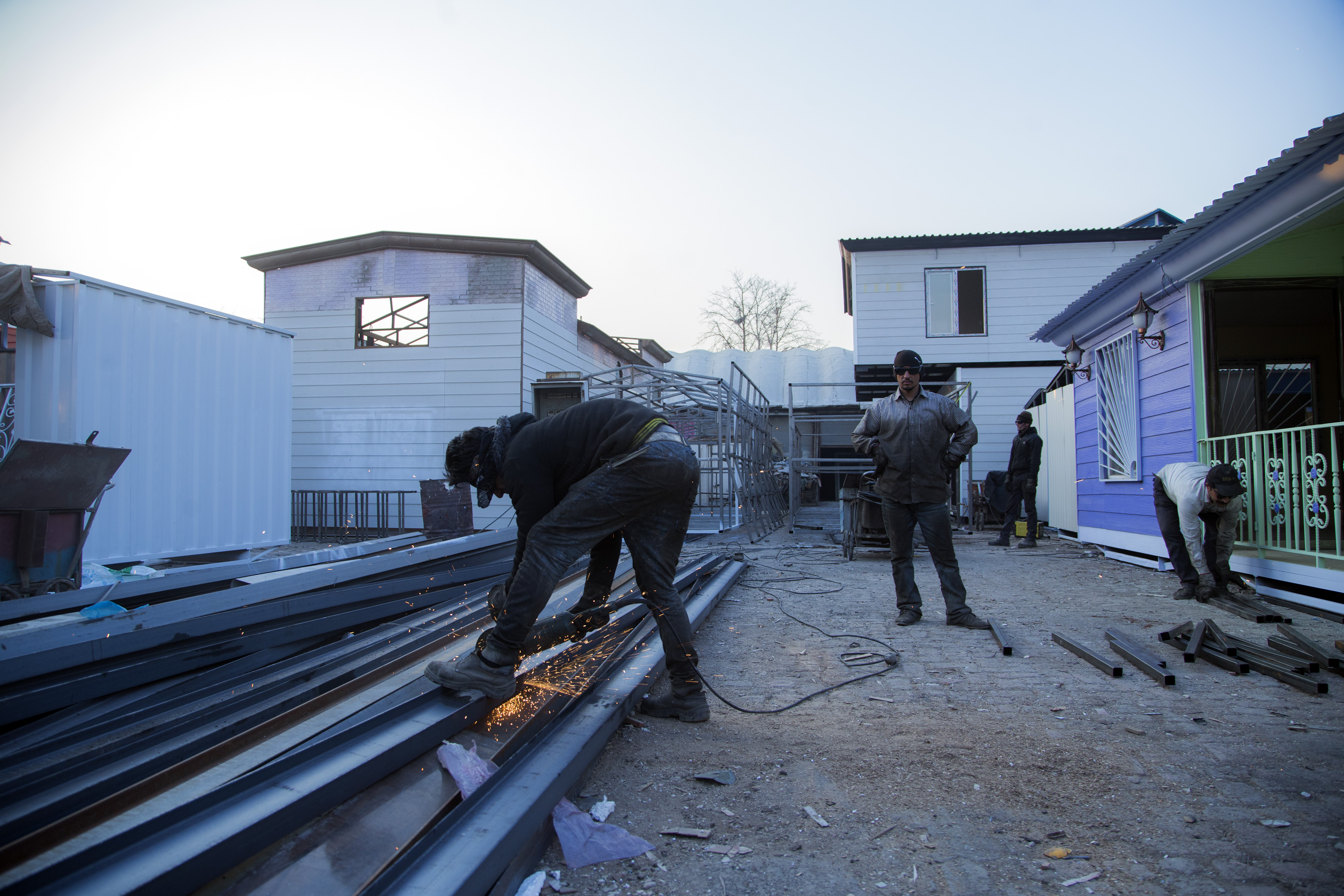
کارگاه ساخت کانکس در تهران برای مناطق زلزله زده استان کرمانشاه.

کانکس به یک بنای قابل حمل کانکس گفته می‌شود در واقع وجه متمایز یک بنای سنتی و کانکس قابلیت حمل کانکس است که معمولاً در مکان‌های با عدم قابلیت ساخت و ساز استفاده می‌گردد کانکس‌ها به دو دسته چرخ دار و ثابت تقسیم می‌شوند، نمونه چرخ دار آنها به‌طور مستمر در حال جابجایی می‌باشد ولی نمونه‌های ثابت برای یک مدت زمان خاص در یک مکان می‌ماند.
مواد اولیه به کار رفته در کانکس‌ها عموماً فلز می‌باشد که بیشتر اسکلت و بدنه را تشکیل می‌دهد بدنه و سقف کانکس‌ها معمولاً از ساندویچ پانل ساخته می‌شوند تا عایق صوتی و حرارتی مناسبی برای فضای داخلی آنها ایجاد نماید. این نوع از کانکس به کانکس پانلی یا ساندویچ پانل (sandwich panel) معروف می‌باشد.
کانکس به دلیل قابل حمل بودن مزایای بسیار زیادی در مقایسه با ساختمان‌های سنتی دارد که در زیر به چند مورد اشاره شده‌است.
1. قابلیت فروش مجدد مستقل از زمین در مقایسه با بناهای سنتی که خرید و فروش آن وابسته به زمین محل ساخت آنها است.
2. چون به صورت انبوه در کارخانه‌ها ساخته می‌شود ساخت آنها سریع و مقرون به صرفه است.
3. مقاومت بسیار بالا در مقابل زلزله، از ویژگی‌های کانکس می‌باشد.

### موارد استفاده از کانکس‌ها
- نگهبانی
- مسکونی
- سرویس بهداشتی توالت، دستشویی و حمام
- فروشگاهی (دکه روزنامه، سوپر مارکت، گل فروشی و …)
- مکان‌های عمومی (مانند نمازخانه، درمانگاه، دانشگاه و …)
- دفتر کار اداری
- نگهداری تجهیزات
- ویلایی
- نگهداری مواد غذایی مانند (یخچالها)
- امور بانکی نظیر (خودپرداز، ای تی ام)
- مخابراتی مانند (بی تی اس)
- ستاد بحران مثل (شیلتر)
- کانکس مدرسه و کلاس درس
- کانکس اتاق قرنطینه
- کانکس حفاری
- کانکس آشپزخانه

### مزایا
مزایای کانکس شامل مواد زیر می‌شود.
- ظاهر مدرن
- کاهش زمان ساخت
- مقاومت در برابر زلزله
- کاهش هزینه ساخت
- کاهش هدر رفت انرژی
- آماده تحویل (پیش ساخته)
- قابل جابجایی
- امکان متحرک بودن

### معایب
- محدودیت در ابعاد
- محدودیت در ارتفاع به دلیل جابجائی
- محدودیت طرح
- شکل کارگاهی

## نگارخانه

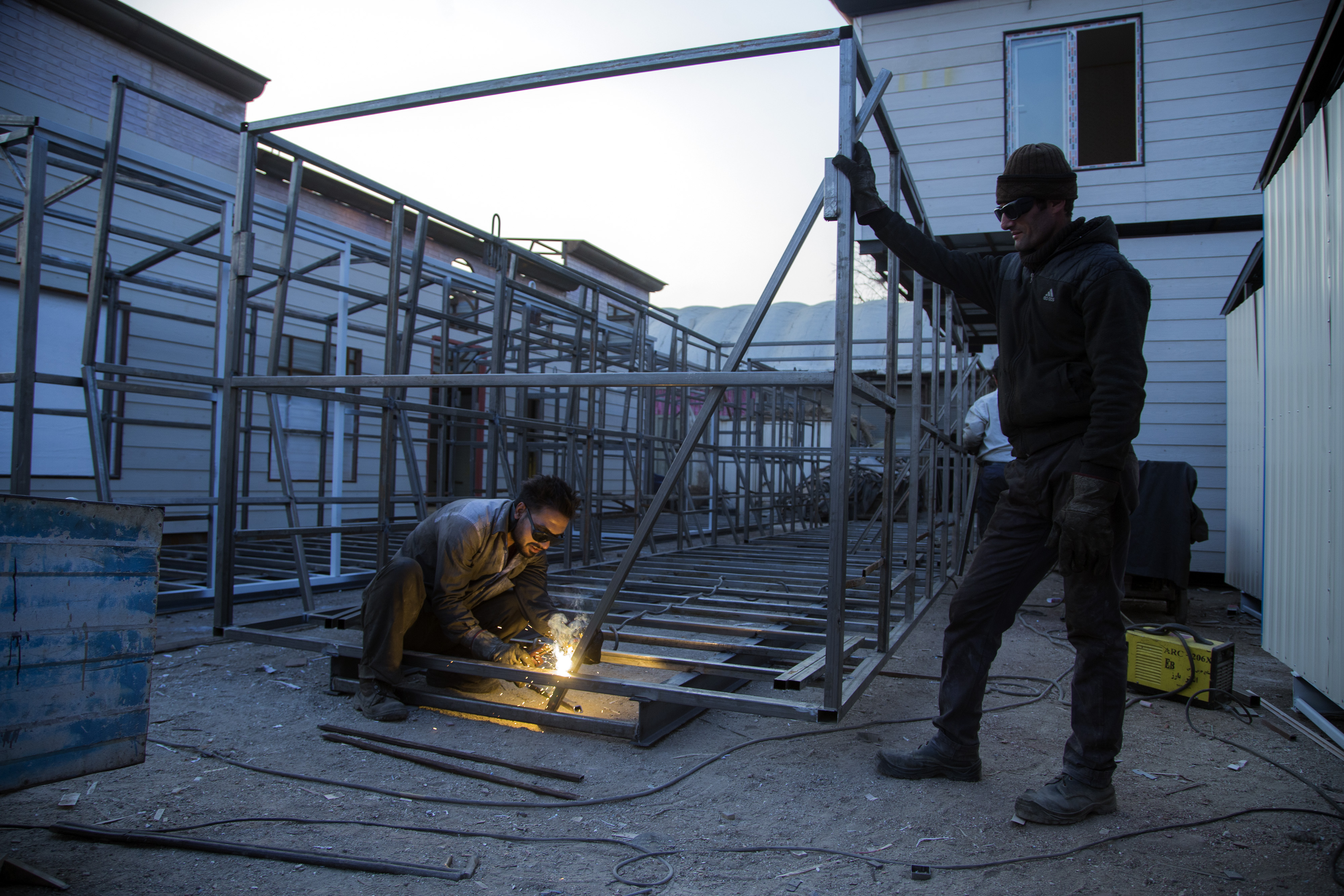
مرحله اول ساخت اسکلت کانکس
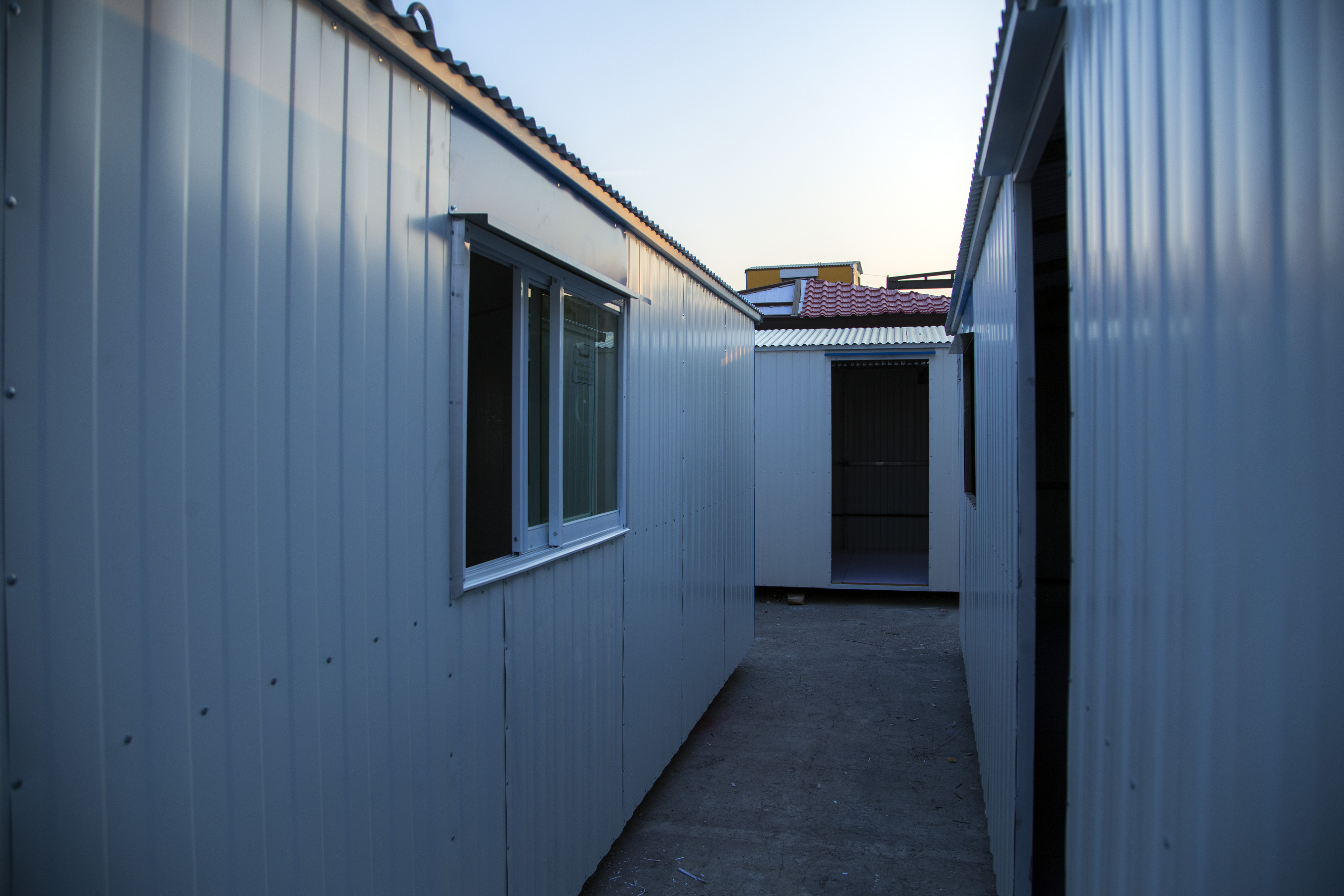
مرحله دوم نصب دیواره‌ها و روکش ها
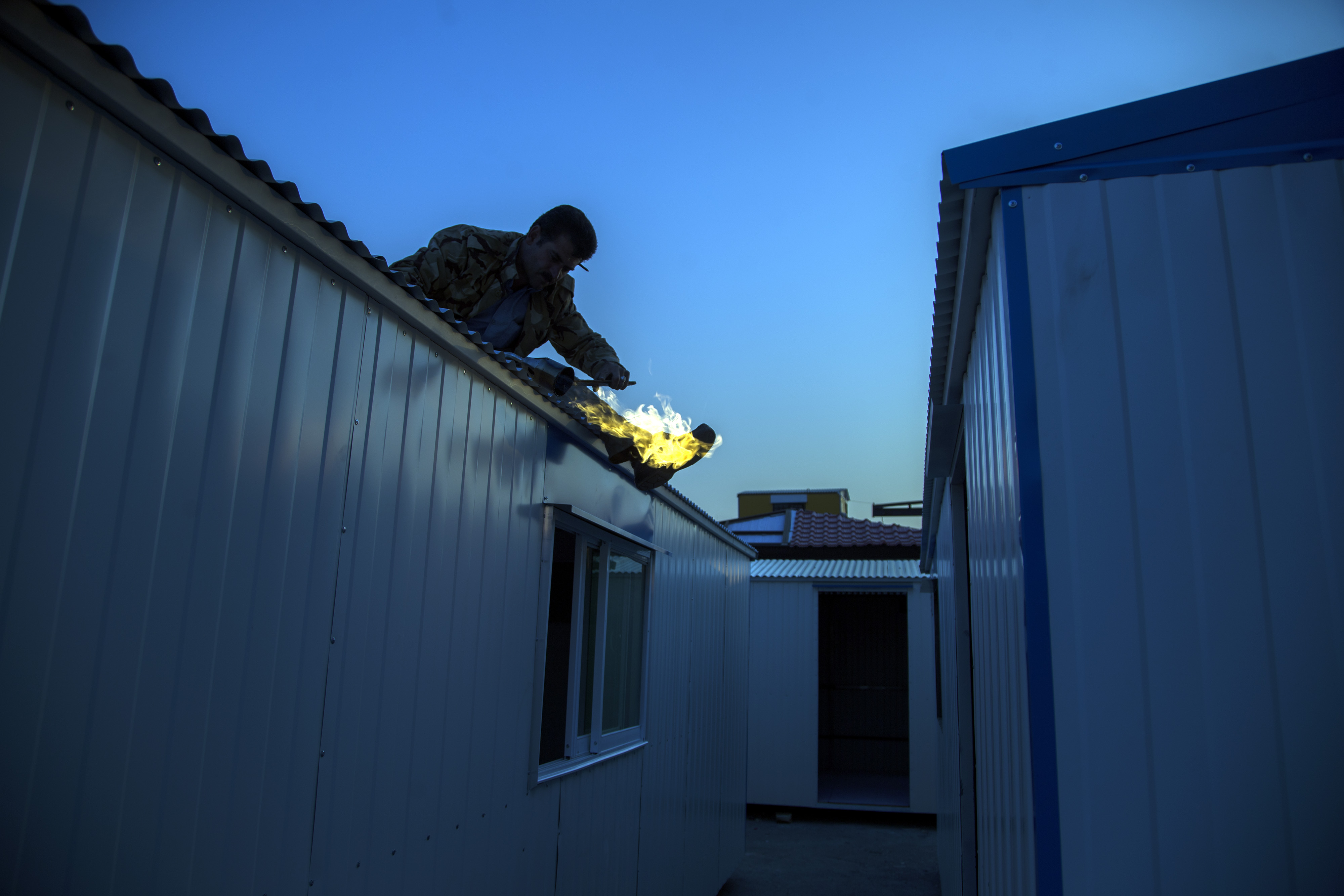
مرحله عایق کاری و سفت کاری بام با حرارت بالا